# John Ramsbottom (Ingenieur)

John Ramsbottom

John Ramsbottom (* 11. September 1814 in Todmorden; † 20. Mai 1897) war ein englischer Erfinder, der insbesondere durch die von ihm erfundenen Sicherheitsventile für Dampfkessel bekannt wurde.

## Leben
Ramsbottom arbeitete bei mehreren englischen Eisenbahngesellschaften als Ingenieur und erfand 1852 gespaltene Dichtungsringe, 1856 das nach ihm benannte Sicherheitsventil.
1859 entwickelte er das Prinzip der Wassertroganlage, mit dem in Fahrt befindliche Dampflokomotiven unterwegs Wasser aufnehmen konnten, dies wurde erstmals 1860 auf der London and North Western Railway (LNWR) zwischen Chester und Holyhead in Betrieb genommen. 
Damit wurden erstmals Nonstop-Fahrten über große Entfernungen möglich. Ab 1870 wurde das „Ramsbottom system“ erstmals auch in den USA angewendet bei der New York Central and Hudson River Railroad.
1864 entwickelte Ramsbottom ein Keilsystem für die Umverteilung des Reibungsgewichtes auf mehrere Tragachsen, Belüftungssysteme für Eisenbahntunnel und vieles mehr.